# ششمین دوره کتاب سال جمهوری اسلامی ایران
مراسم ششمین دوره کتاب سال جمهوری اسلامی ایران در بهمن ۱۳۶۷ در تهران برگزار شد. در این دوره نیز طبق روال، کتاب‌هایی که در سال منتهی به این جشنواره به چاپ رسیده‌اند (در سال ۱۳۶۶) مورد بررسی قرار گرفتند.

## برگزیدگان
| شاخه                           | عنوان کتاب                                              | پدیدآورنده                                                              | مترجم                           | تصحیح                               | ناشر                                                        |
| ------------------------------ | ------------------------------------------------------- | ----------------------------------------------------------------------- | ------------------------------- | ----------------------------------- | ----------------------------------------------------------- |
| علوم قرآنی                     | دراسات فنیه فی قصص القرآن                               | محمود باستانی                                                           |                                 | مرکز پژوهش‌های اسلامی آستان قدس رضوی | مرکز پژوهش‌های اسلامی آستان قدس رضوی                         |
| علوم قرآنی                     | مفاخر اسلام                                             | علی دوانی                                                               |                                 |                                     | امیرکبیر                                                    |
| اصول و فقه                     | دراسات فی ولایة الفقیه و فقه الدولة الاسلامیة           | حسینعلی منتظری                                                          |                                 |                                     | مرکز بررسی‌های اسلامی                                        |
| اصول و فقه                     | جامع المقاصد فی شرح القواعد                             | علی بن حسین بن عبدالعالی                                                |                                 | مؤسسة آل البیت لاحیاء التراث        | مؤسسة آل البیت لاحیاء التراث                                |
| تاریخ اسلام                    | پیکار صفین                                              | نصر بن مزاحم منقری                                                      | پرویز اتابکی                    |                                     | سازمان انتشارات و آموزش اسلامی                              |
| جغرافیا                        | از آستارا تا استارباد                                   | منوچهر ستوده                                                            |                                 |                                     | وزارت فرهنگ و ارشاد اسلامی (اداره کل انتشار و تبلیغات)      |
| تاریخ و نقد ادبی               | حافظ‌نامه                                                | بهاءالدین خرمشاهی                                                       |                                 |                                     | شرکت انتشارات علمی و فرهنگی سروش                            |
| تاریخ و نقد ادبی               | شیوه‌های نقد ادبی                                        | دیوید دیچز David Daiches                                                | غلامحسین یوسفی، محمدتقی صدقیانی |                                     | علمی                                                        |
| هنر و ادبیات کودکان و نوجوانان | چوپان پیر                                               | جک شفر Jack Schaefer                                                    | حوری بختیاری                    |                                     | خانه ادبیات و هنر کودکان و نوجوانان                         |
| موسیقی                         | جامع الالحان (به اهتمام تقی بینش)                       | عبدالقادر غیبی مراغی                                                    |                                 |                                     | مؤسسه مطالعات و تحقیقات فرهنگی                              |
| ریاضی                          | اصول آنالیز حقیقی                                       | ربرت جی بارتل                                                           | جعفر زعفرانی                    |                                     | مرکز نشر دانشگاهی                                           |
| زمین‌شناسی                      | اصول پی‌جویی، اکتشاف و ارزیابی ذخایر معدنی               | حسن مدنی                                                                |                                 |                                     | شرکت انتشارات ایران ارشاد                                   |
| پزشکی                          | بیماری سل                                               | علی اکبر ولایتی                                                         |                                 |                                     | مرکز نشر دانشگاهی                                           |
| پزشکی                          | اصول مقدماتی بیماری‌های روماتیسمی                        | رادنولد جرارد، اسکومکر اج رالف، زویفلر ج ناپتان                         |                                 |                                     | بخش فرهنگی دفتر مرکزی جهاد دانشگاهی                         |
| فنی و مهندسی                   | تحلیل سازه‌ها                                            | محمدرضا اخوان لیل‌آبادی، شاپور طاحونی                                    |                                 |                                     | جهاد دانشگاهی دانشگاه صنعتی امیرکبیر                        |
| فنی و مهندسی                   | سیستم‌های کنترل نوین                                     | ریچارد سی دورف Richard C. Dorf                                          | پرویز جبه دار مالانی            |                                     | مرکز نشر دانشگاهی                                           |
| کشاورزی                        | جنبه‌های فیزیولوژیکی زراعت دیم                           | یو اس گوپتا U. S. Gupta                                                 | غلامحسین سرمدنیا، عوض کوچکی     |                                     | جهاد دانشگاهی دانشگاه مشهد                                  |
| جامعه‌شناسی                     | مقدمه‌ای بر شناهت ایل‌ها، چادرنشین‌ها و طوایف عشایری ایران | ایرج افشار سیستانی                                                      |                                 |                                     | مؤلف                                                        |
| منطق                           | قلمرو و مرزهای منطق صوری                                | ریچارد جفری Richard Jeffrey                                             | پرویز پیر                       |                                     | انتشارات علمی و فرهنگی (وابسته به وزارت فرهنگ و آموزش عالی) |
| روان‌شناسی                      | رگرسیون چند متغیری در پژوهش‌های رفتاری                   | فرد ان کرلینگر، الازار جی پدهازور Fred N. Kerlinger, Elazar J. Pedhazur | حسن سرایی                       |                                     | مرکز نشر دانشگاهی                                           |
| کلیات                          | فرهنگ گیل و دیلم فارسی به گیلکی                         | محمود پاینده لنگرودی                                                    |                                 |                                     | امیرکبیر                                                    |
| کلیات                          | مدخل تاریخ شرق اسلامی                                   | ژان سواژه Jean Sauvaget                                                 | نوش‌آفرین انصاری                 |                                     | مرکز نشر دانشگاهی                                           |

## کتاب‌های شایسته‌ی تقدیر
| شاخه      | عنوان کتاب                                                     | پدیدآورنده                                                     | مترجم                  | تصحیح               | ناشر                |
| --------- | -------------------------------------------------------------- | -------------------------------------------------------------- | ---------------------- | ------------------- | ------------------- |
| عرفان     | شرح التعرف لمذهب التصوف نورالمریدین و فضیحه المدعین            | اسماعیل بن محمد مستملی بخاری                                   |                        | محمد روشن           | اساطیر              |
| عرفان     | اسرار التوحید فی مقامات الشیخ ابی‌سعید                          | محمد بن منور                                                   |                        | محمدرضا شفیعی کدکنی | آگاه                |
| زبان عربی | آموزش زبان عربی                                                | آذرتاش آذرنوش                                                  |                        |                     | مرکز نشر دانشگاهی   |
| تاریخ     | تاریخ ایران کمبریج از آمدن سلجوقیان تا فروپاشی دولت ایلخانان   | ریچارد نلسون فرای                                              | حسن انوشه              |                     | امیرکبیر            |
| زمین‌شناسی | شیمی خاک                                                       | هاینریش بومهن، اوکانر مک نیل Heinrich Boumhen, O'Connor McNeal | حسام مجللی             |                     | مرکز نشر دانشگاهی   |
| مکانیک    | توزیع لنگر                                                     | جیمز ام گر James M. Gere                                       | محمدرضا اخوان لیل‌آبادی |                     | مرکز نشر دانشگاهی   |
| برق       | نیروگاه‌های آبی                                                 | مجید عباس‌پور                                                   |                        |                     | دانشگاه آزاد اسلامی |
| کشاورزی   | آفات و بیماری‌های درختان و درختچه‌های جنگلی و گیاهان زینتی ایران | ابراهیم بهداد                                                  |                        |                     | ابراهیم بهداد       |
| متون قدیم | نزهت‌المجالس                                                    | جمال خلیل شروانی                                               |                        | محمدامین ریاحی      | زوار                |